# Curslack
Curslack (en baix alemany Corslak) és un nucli del districte de Bergedorf de l'estat d'Hamburg a Alemanya. A la fi de 2013 tenia 3900 habitants en una superfície de 10,6 km².
Curslack és una illa fluvial pòlderitzada, formada pel Brookwetterung i el Dove Elbe, del qual el primer esment escrit data del 1188. Una llarga xarxa de wetterns desguassa el poble.
Junt amb les illes veïnes dels Vierlande, Neuengamme, Altengamme i Kirchwerder forma l'hort d'Hamburg. De 1420 a 1867 un condomini d'Hamburg i de Lübeck i els seus horticultors no havien de pagar aranzels, contràriament als seus col·legues de l'Alte Land quan venien les seves collites als mercats d'Hamburg.
Els primers dics i una xarxa densa de canals de desguàs van construir-se entre 1150 i 1250. De segle a segle i d'inundació a inundació van alçar-se i enfortir-se els dics. El darrer alçament major va fer-se després de les inundacions de 1962.
Fins a la construcció del ferrocarril Marschbahn el 1912, el transport es feia per barcasses via el riu Dove Elbe cap a Hamburg. La línia ferroviària va ser tancada per al trànsit comercial el 1953. Avui serveix de camí per a ciclistes i vianants. Només el seu traçat típic de ferrocarril i uns edificis recorden l'existència d'aquest carrilet.

## Llocs d'interès
- L'Església de Joan (Altengamme)
- Els senders per a vianants lents
- El museu Rieckhuus, una antiga masia

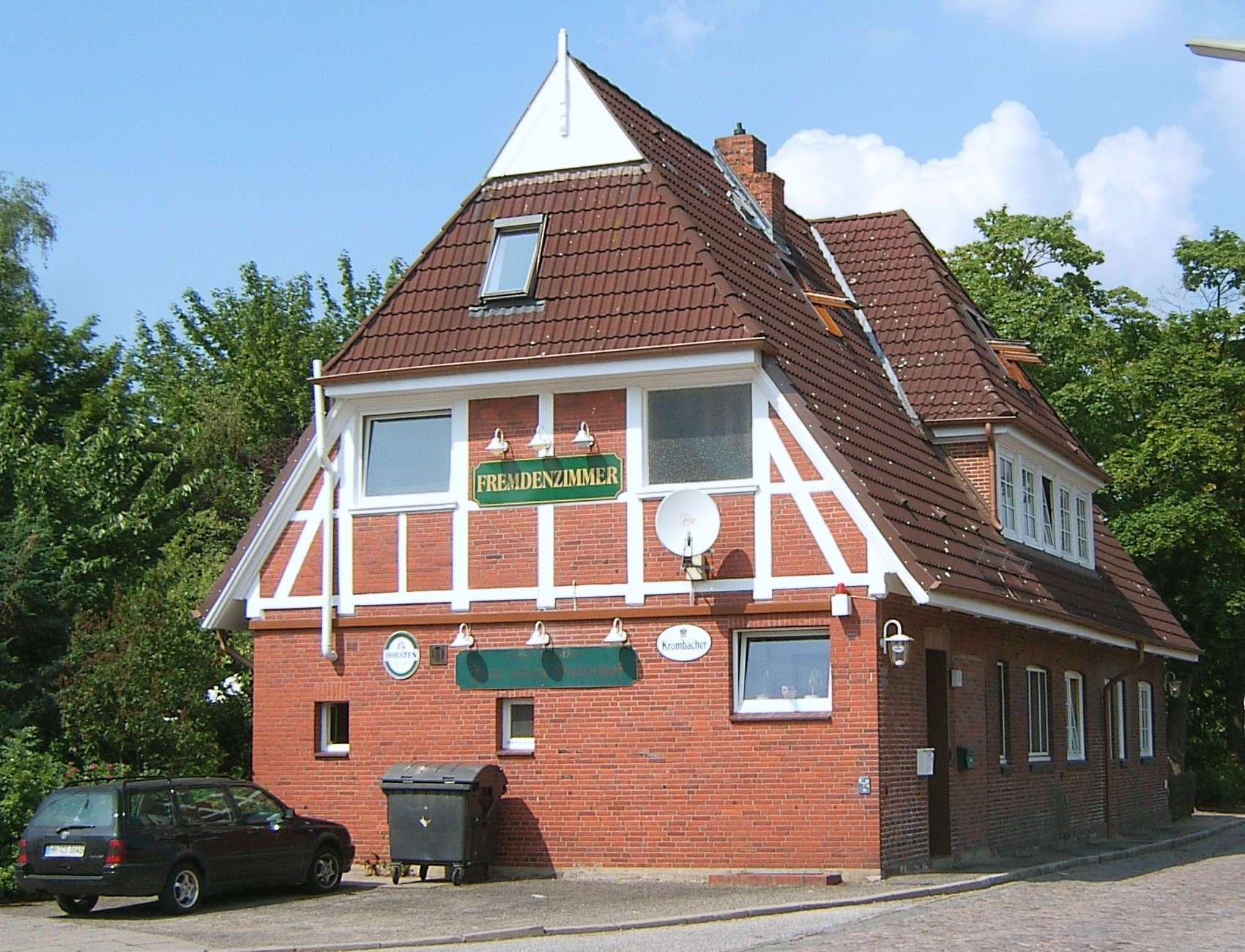
Antiga estació transformada en alberg
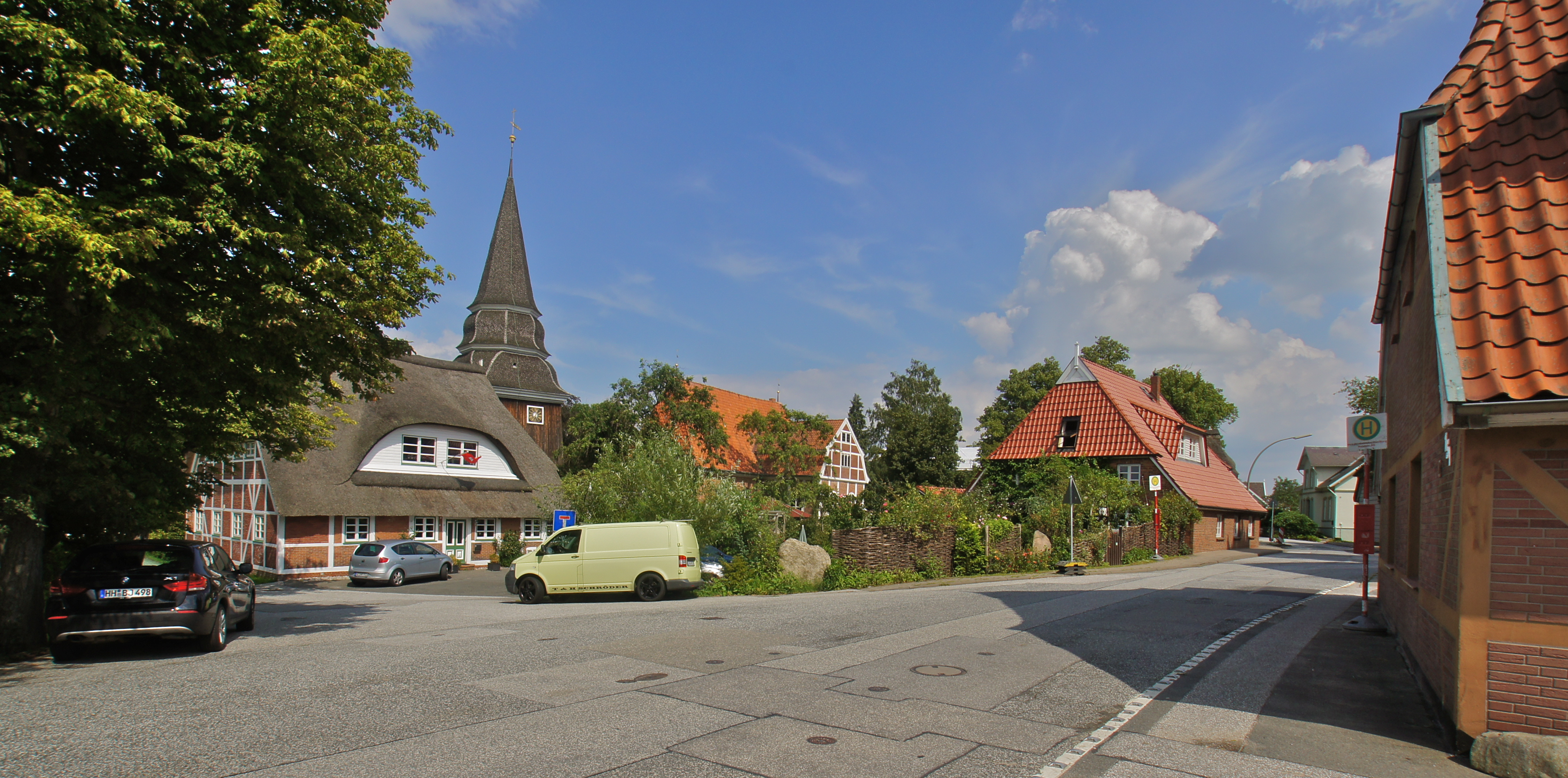
Panorama del poble
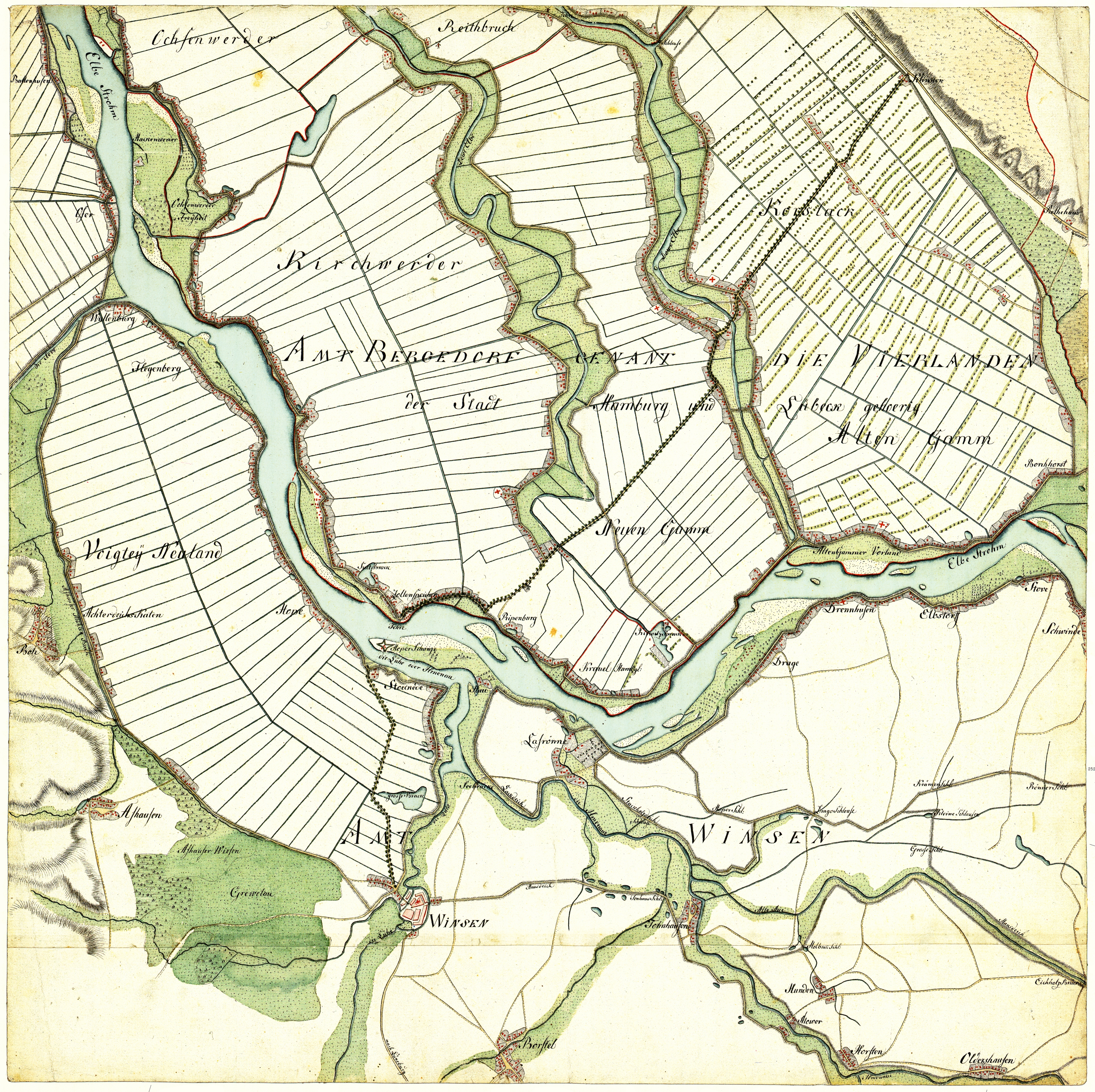
Mapa realitzat sota Gustav Adolf de Varendorf entre 1789 i 1796
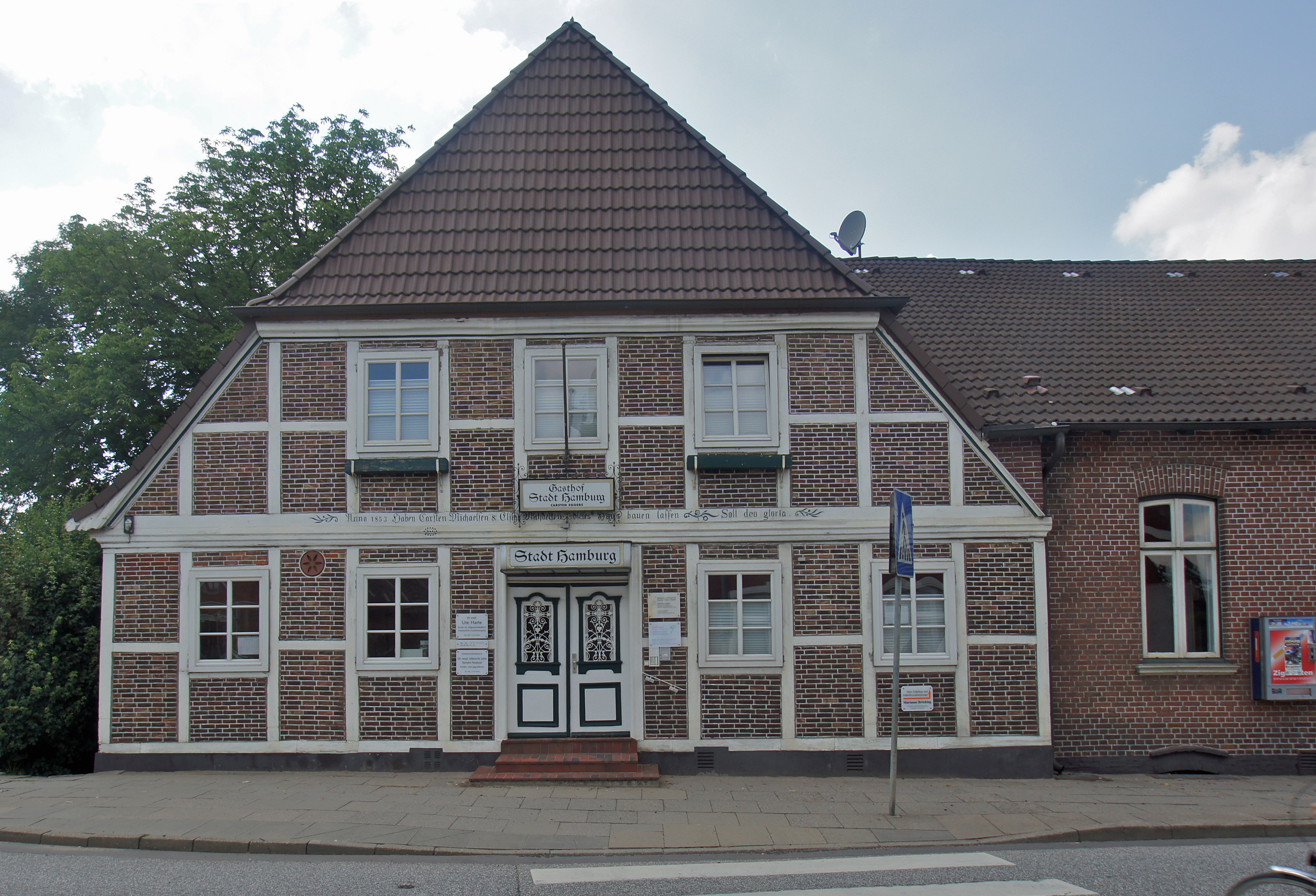
Antic alberg Ciutat d'Hamburg
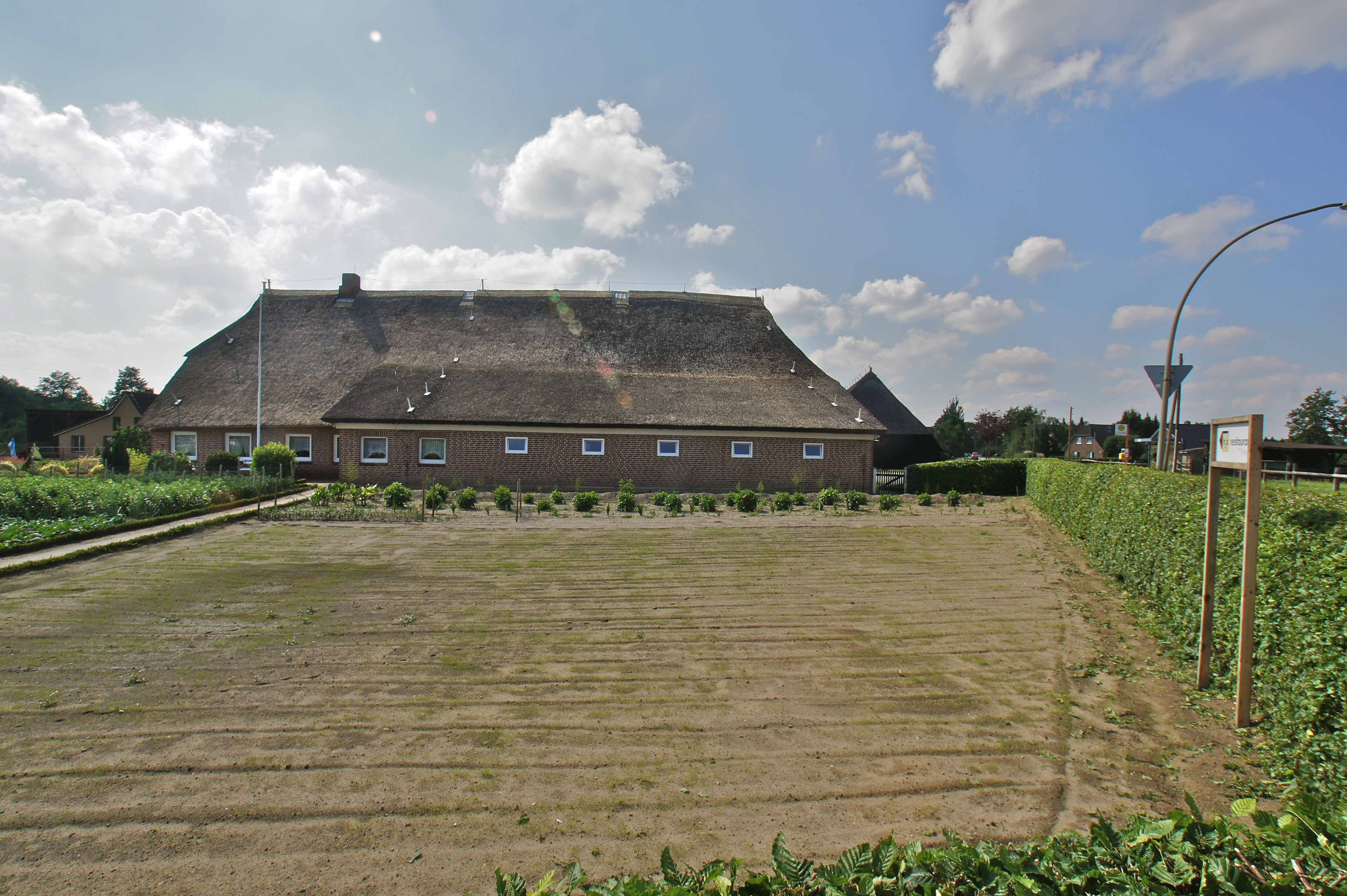
Masia al nucli d'Achterslag
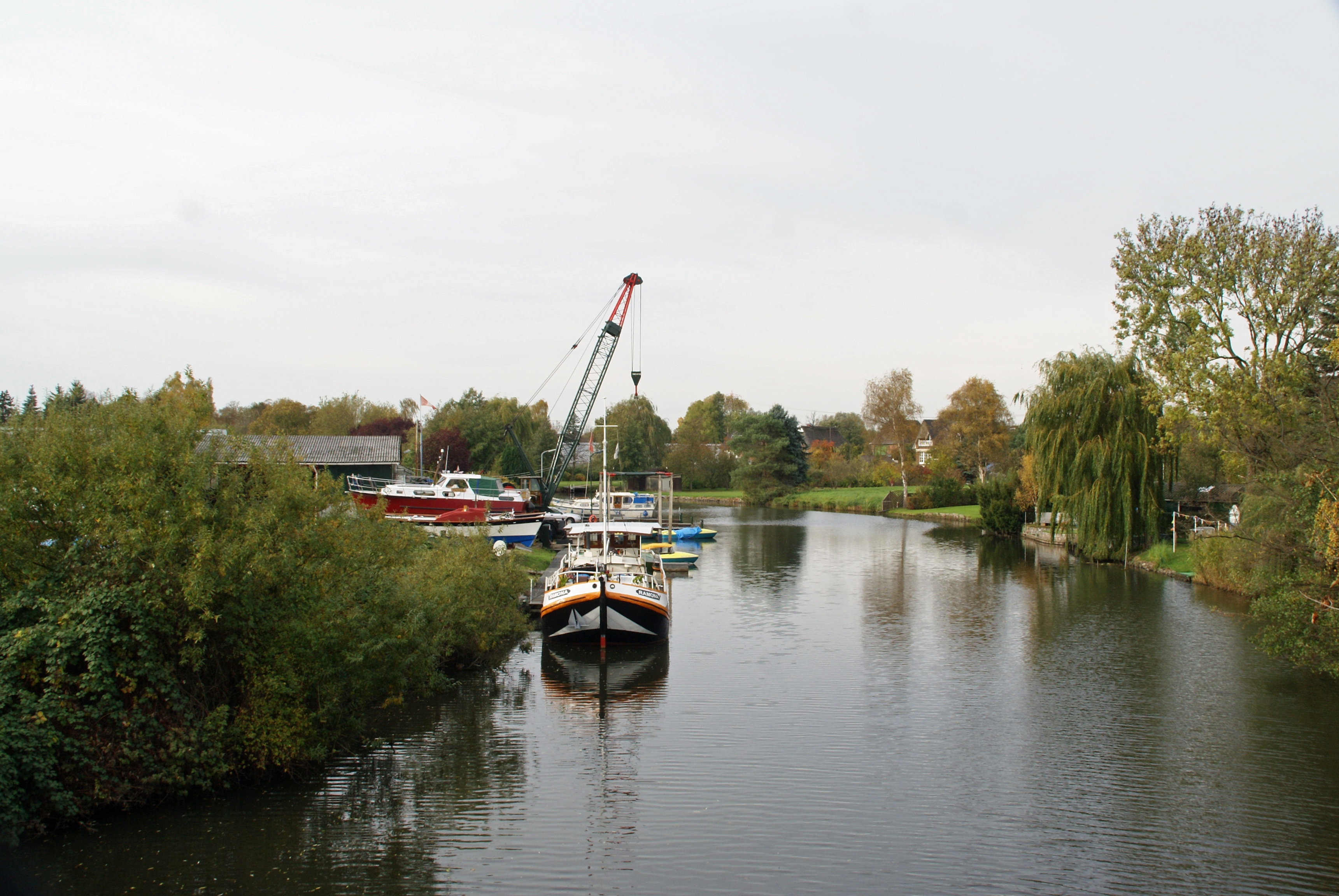
Port al Dove Elbe
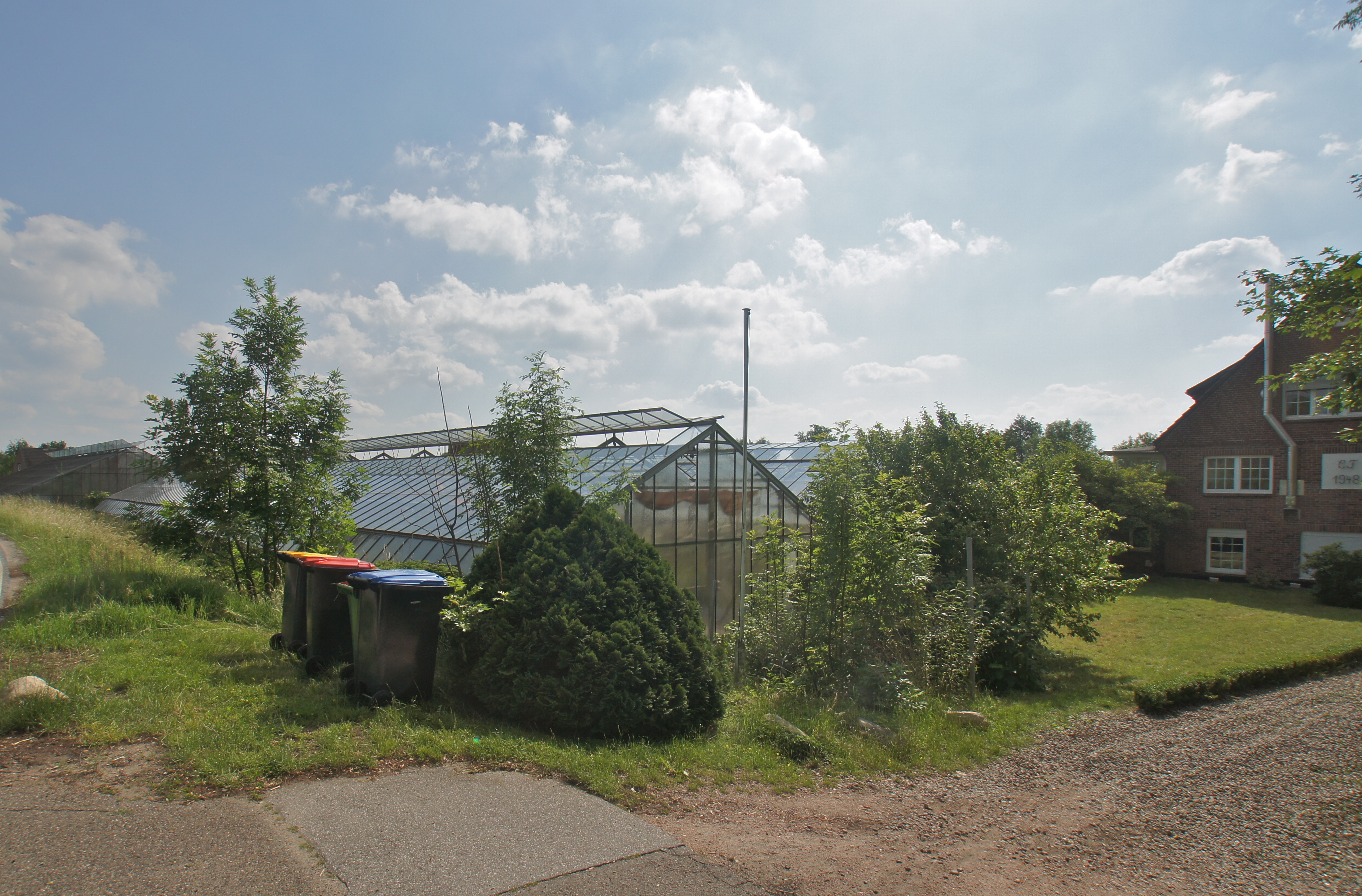
Mas i hivernacle al dic
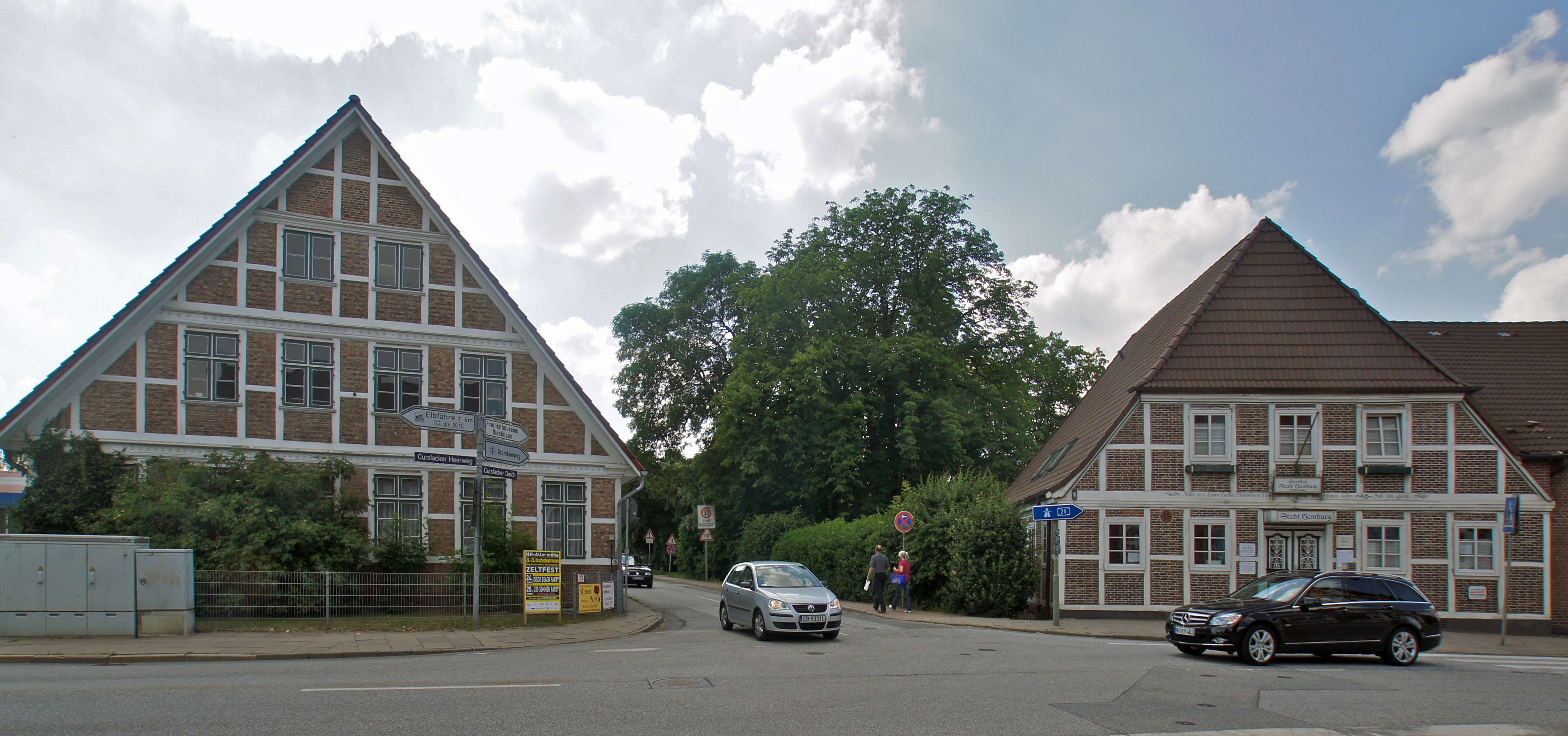
Cases
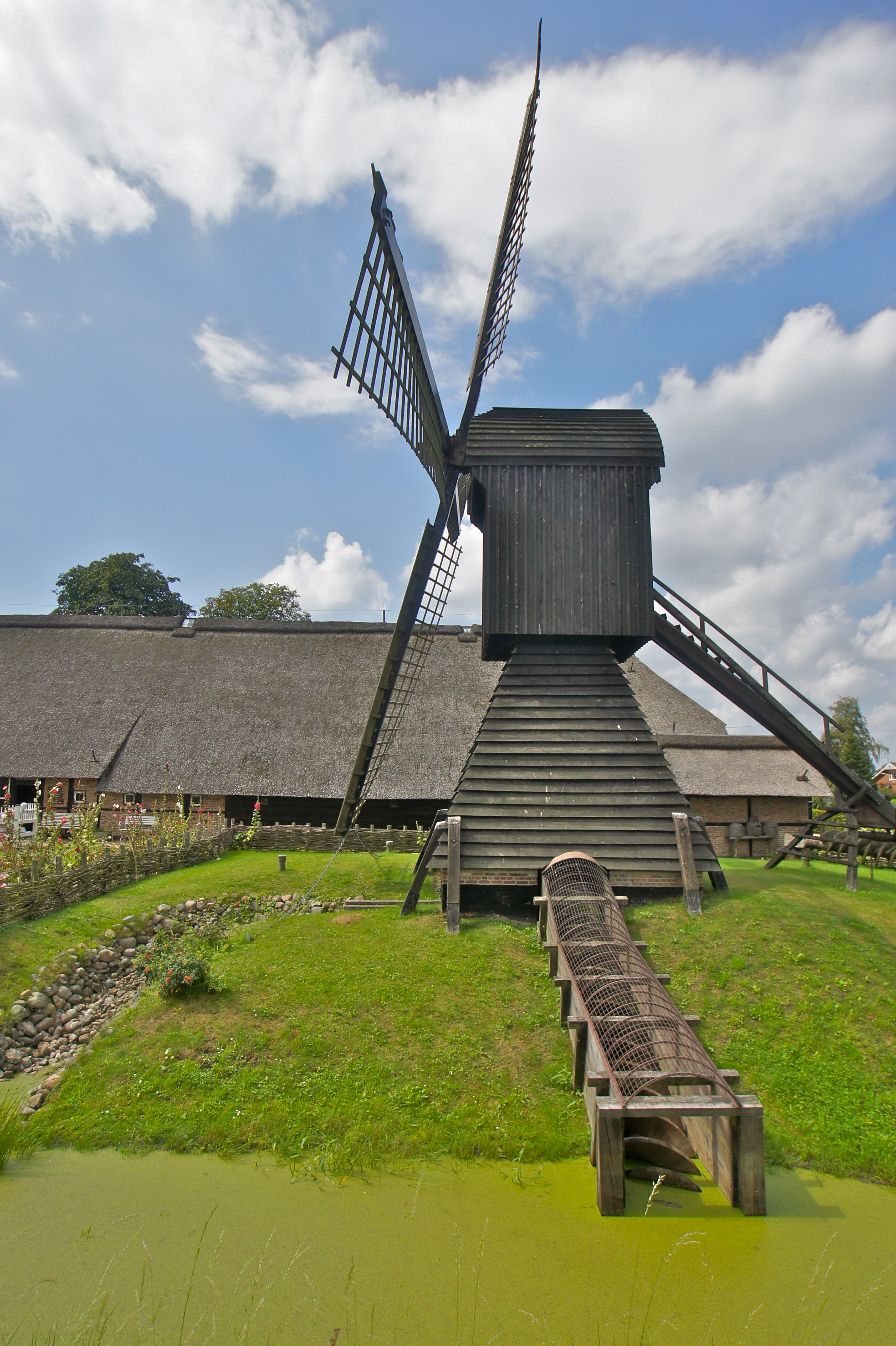
Molí de desguas, originari d'Ochsenwerder
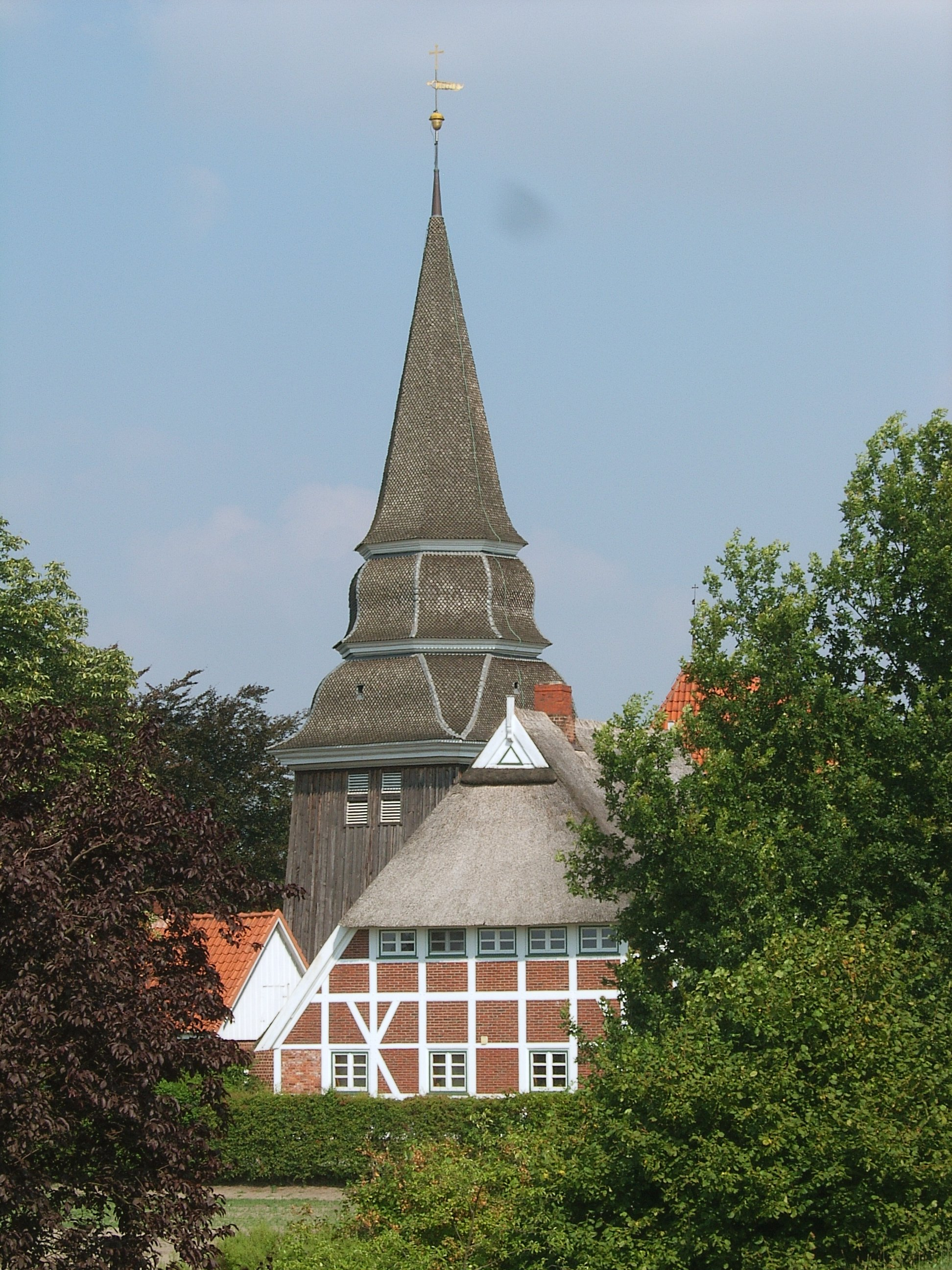
Església de Joan